# Louka (Blansko)
Louka (in tedesco Lauka) è un comune della Repubblica Ceca facente parte del distretto di Blansko, in Moravia Meridionale.